# ヴヌーコヴォ国際空港
ヴヌーコヴォ国際空港（ヴヌーコヴォこくさいくうこう、露: Международный аэропорт "Внуково" ミジュドゥナロードヌィイ・アエラポールト・ヴヌーカヴァ）は、ロシア連邦のモスクワ市内南西部にある国際空港である。日本語ではヴヌコヴォ空港、ブヌコボ空港などとも表記される。2019年5月31日にウラジーミル・プーチン大統領が空港名に航空機技術者のアンドレーイ・トゥーポレフを冠する大統領令に署名した。

## 概要

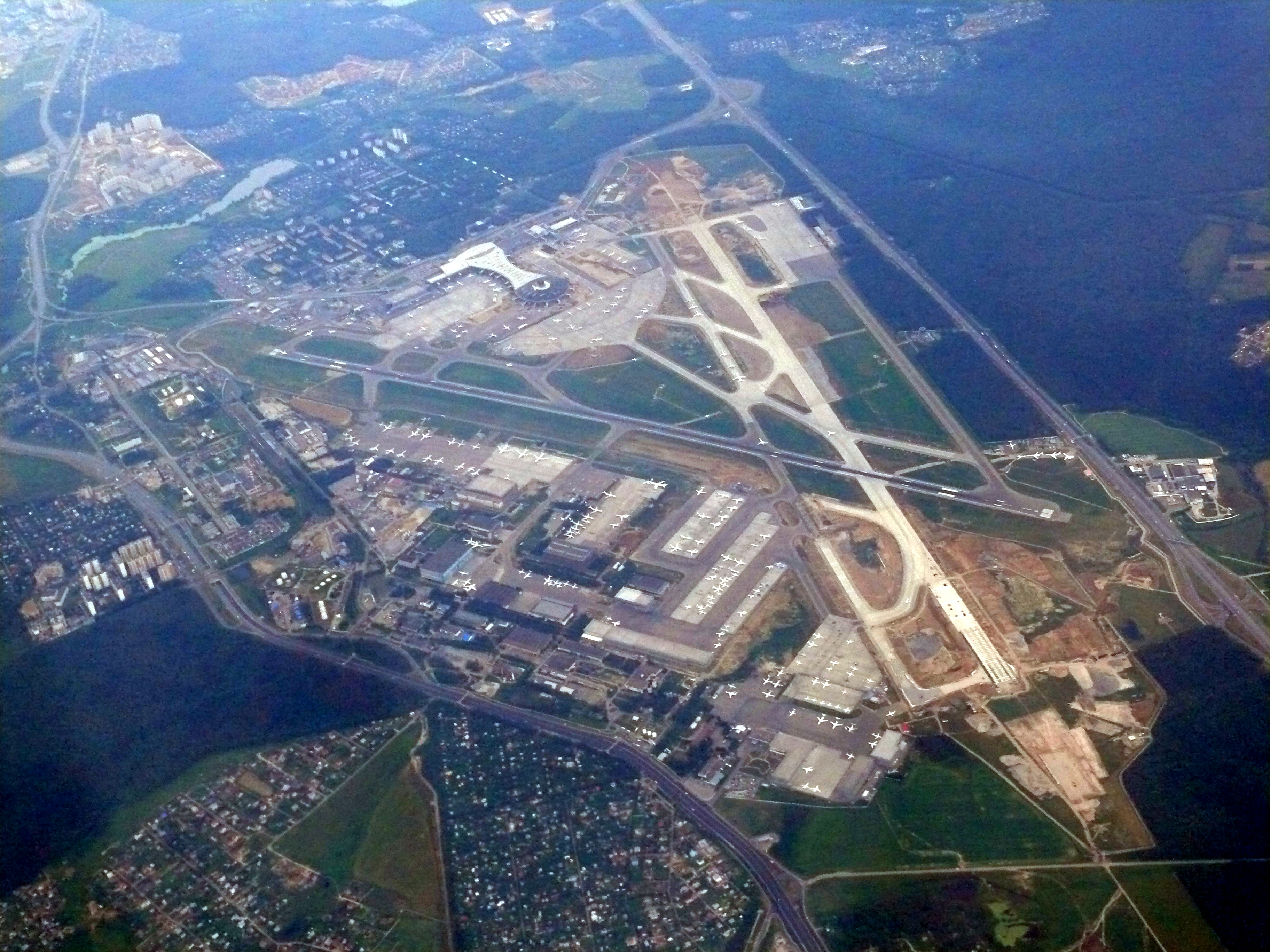
ヴヌーコヴォ国際空港全景

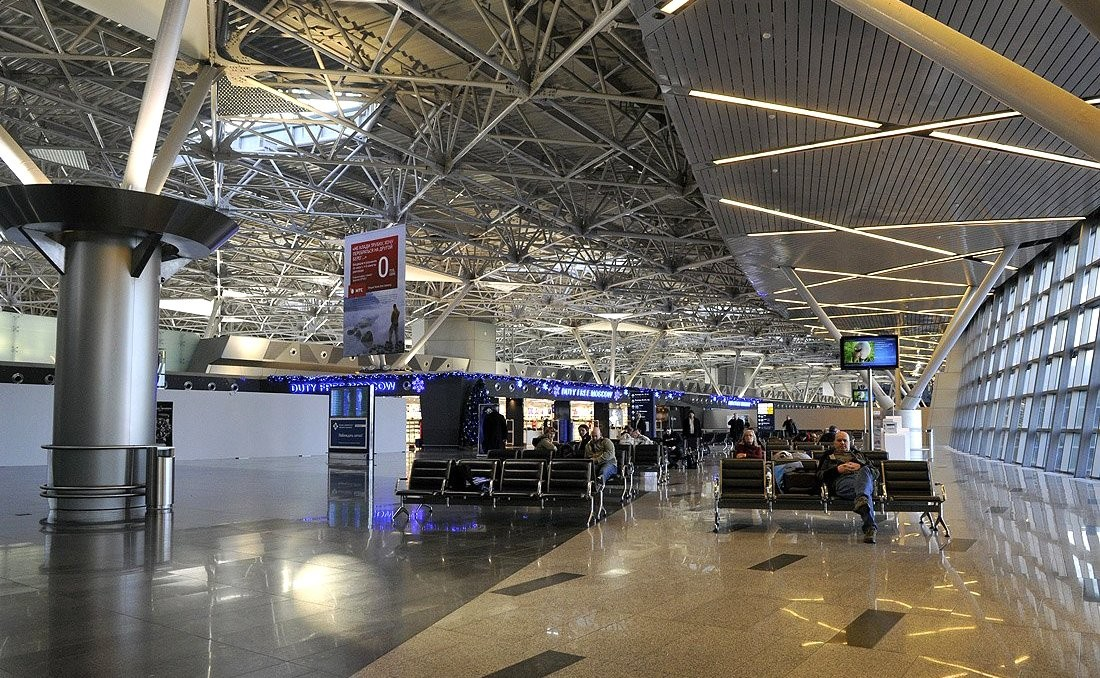
出発エリア

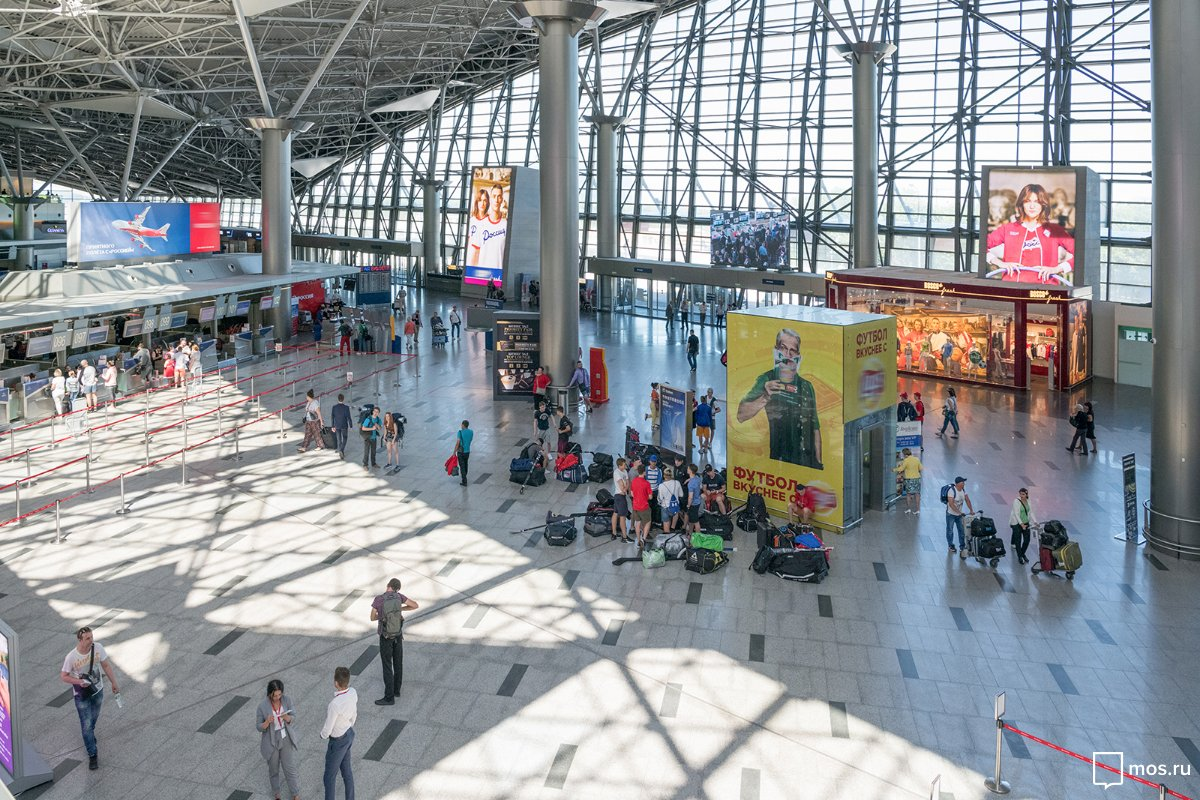
ターミナル内部

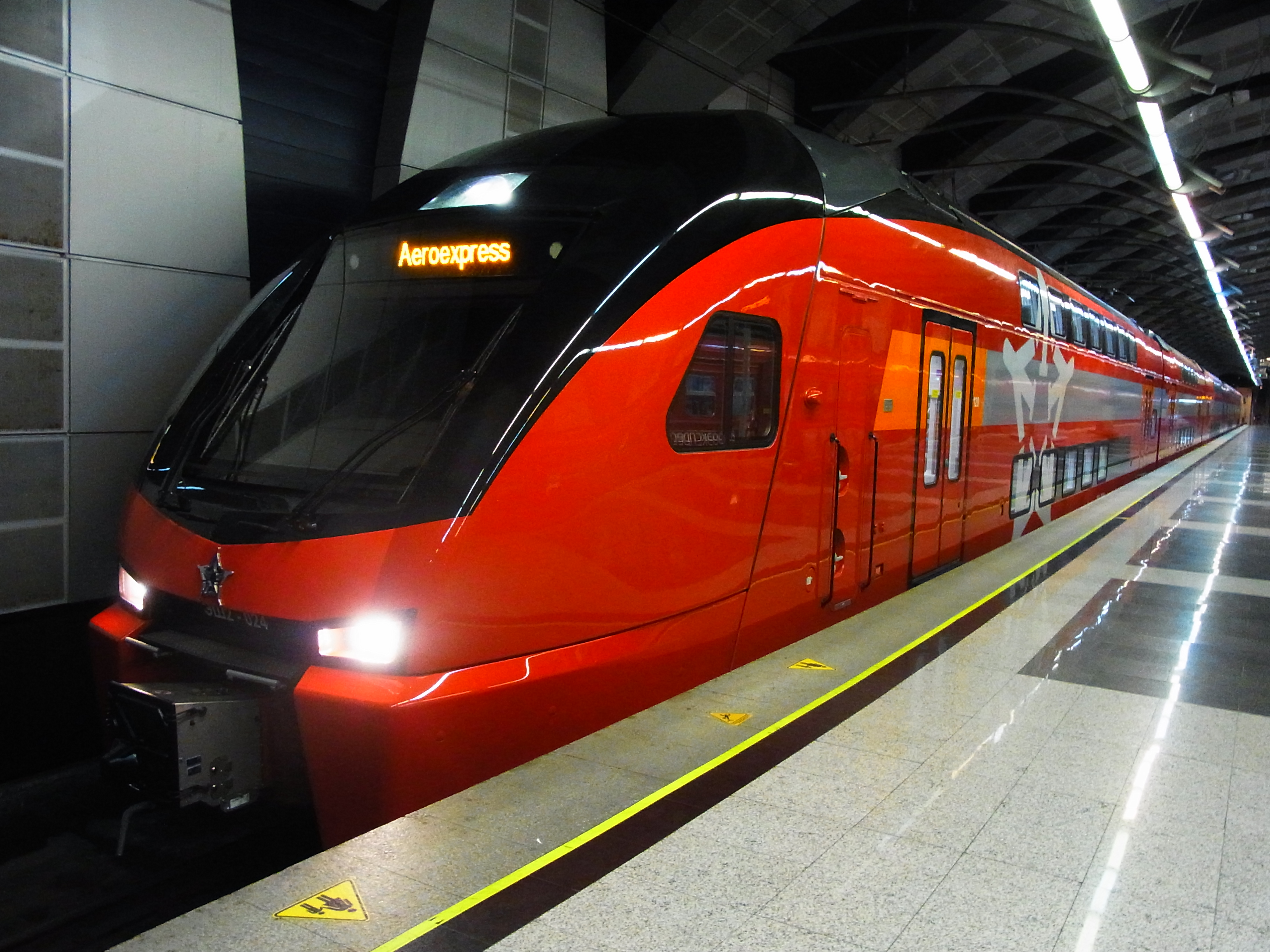
アエロエクスプレスの車両

開港は1941年7月2日で、ちょうどソ連の対ドイツ大祖国戦争が始まった時期であり、モスクワの3つの国際空港の中では最も古い空港である。主にカフカス・中央アジア方面の国内線・国際線が多いが、ヨーロッパ路線も発着しており、近年は ドモジェドヴォ空港や シェレメーチエヴォ国際空港の過密解消のために続々と就航路線が増え、2010年には新ターミナルも竣工し利用客数はロシア第3位の規模となっている。
ターミナルはA、B、Dと三つあるが、BとDは閉鎖されていて使用されているのはターミナルAのみである。
2018年10月よりロシア国内の空港名に偉人の名を冠する計画が開始され、国民投票を経て2019年5月31日にウラジーミル・プーチン大統領がヴヌーコヴォ空港に航空機技術者アンドレーイ・トゥーポレフを冠する大統領令に署名した。

## 就航航空会社と就航都市
2022年2月以降は以下の就航航空会社と就航都市は大幅に変更されている。西側諸国との航空路線は全便が運航停止になっている。

○ - ワンワールド
☆ - スターアライアンス
△ - スカイチーム

### 国際線
| 航空会社                   | 就航地 |
| -------------------------- | --- |
| UTエアー                   | バクー、ギャンジャ、レンキャラン、ナヒチェバン、エレバン、タシュケント、ブハラ、サマルカンド、フェルガナ、ドゥシャンベ |
| ポベーダ                   | タシュケント、サマルカンド、イスタンブール、アンタルヤ、アランヤ、ギュムリ、ドバイ/アール・マクトゥーム                |
| アズール・エア             | 季節運航: カムラン、プンタカーナ、バラデーロ、三亜                                                                     |
| アジムート                 | トビリシ、バトゥミ、クタイシ、エレバン                                                                                 |
| ベラヴィア                 | ミンスク、ホメリ |
| アゼルバイジャン航空       | バクー |
| ジョージアン・エアウェイズ | トビリシ |
| フライワン・アルメニア     | エレバン |
| シラク・アヴィア           | エレバン |
| SCAT航空                   | アスタナ、アルマトイ、シムケント                                                                                       |
| ウズベキスタン航空         | タシュケント、ブハラ、フェルガナ、カルシ、ナマンガン、サマルカンド、ウルゲンチ、ヌクス、ナヴォイ、テルメズ             |
| アエロノマド               | ビシュケク、オシ |
| サモンエア                 | ドゥシャンベ |
| ターキッシュ エアラインズ☆ | イスタンブール 季節運航: アンタルヤ、ボドルム、ダラマン                                                                |
| Aジェット                  | アンカラ |
| ペガサス航空               | イスタンブール/サビハ、アンタルヤ、イズミル                                                                            |
| イランエアツアーズ         | テヘラン |
| メラジ航空                 | テヘラン |
| イラク航空                 | バグダード |
| シリア・アラブ航空         | ダマスカス |
| フライドバイ               | ドバイ |
| コンビアサ航空             | カラカス |

### 国内線
| 航空会社       | 就航地 |
| -------------- | --- |
| ロシア航空     | サンクトペテルブルク |
| ポベーダ       | サンクトペテルブルク、チェリャビンスク、エカテリンブルク、カリーニングラード、マハチカラ、ミネラーリヌィエ・ヴォードィ、ノヴォシビルスク、ペルミ、サラトフ、ソチ、チュメニ、ウファ、ウリヤノフスク、ウラジカフカス                                                   |
| アジムート     | サンクトペテルブルク、プスコフ |
| UTエアー       | サンクトペテルブルク、ソチ、クラスノヤルスク、グロズヌイ、ハンティ・マンシースク、コガリム、マハチカラ、ミネラーリヌィエ・ヴォードィ、ニジネヴァルトフスク、ノヤブリスク、スルグト、サマーラ、チュメニ、ウファ、スィクティフカル、ウフタ、ウシンスク、ウラジカフカス |
| ヤクーツク航空 | ヤクーツク、ノヴォシビルスク、ソチ、ミネラーリヌィエ・ヴォードィ、ネリュングリ |
| アルロサ航空   | ミールヌイ、サンクトペテルブルク、ノヴォシビルスク |
| ルスライン     | ヴォルクタ、タンボフ |
| UVTアエロ      | ノヴォシビルスク、カザン、ブグルマ、トボリスク |
| アイフライ     | ソチ |

## 空港アクセス
市内へのアクセスはアエロエクスプレスでヴヌーコヴォ空港駅からキエフスキー駅まで約35分で結んでいる。エヴラジアというシュタッドラー・レール社製の2階建て車両KISSが使用される。また、モスクワ地下鉄カリーニンスコ＝ソンツェフスカヤ線が2023年9月に空港まで延伸され、ヴヌーコヴォ空港駅 (地下鉄)が開通しモスクワの空港としては初めて地下鉄で結ばれた。

## 事故
- 1976年1月3日、離陸直後のアエロフロート2003便が墜落。当初、乗員乗客86人以上全員が死亡と報じられたが後に61人に修正された。また、空港近くの民家も巻き込まれ、地上で1人が死亡した[6][7]。
- 1979年3月17日、オデッサ行きアエロフロート機Tu-104B(СCСР-42444)が空港離陸直後に計器誤作動から左エンジンが停止、急遽空港に戻ろうとするも空港付近で墜落し乗員乗客119人中58人が死亡。Tu-104の老朽化が一因とされ、1979年11月にアエロフロートのTu-104全機運行中止が決定された。
- 2012年12月29日、チェコのパルドゥビツェ発のレッドウィングス航空9268便（ツポレフ204）が、当空港へ着陸したところ、滑走路をオーバーランして近くの幹線道路に突っ込み大破した。搭乗していた乗員8名のうち、機長を含む5名が死亡し3名は負傷。乗客はいなかった。